# Ramón Emeterio Betances Alacán
Ramon Emeterio Betances Alacan (Cabo Rojo, 8 d'abril de 1827 - Neuilly-sur-Seine, Illa de França, França, 16 de setembre de 1898) va ser un nacionalista porto-riqueny. Va ser l'instigador principal de la revolució del Grito de Lares i és considerat com el pare del moviment d'independència de Puerto Rico. Des del "Grito" galvanitzà un moviment nacionalista creixent entre els porto-riquenys, Betances també és considerat "El Pare de la Pàtria" (pare de la pàtria porto-riquenya). A causa de les seves obres de caritat per als necessitats, també va ser conegut com "El Pare dels Pobres".
Betances va ser també metge i cirurgià a Puerto Rico, i un dels seus primers higienistes socials. Establí una cirurgia reeixida i la pràctica oftalmològica. Betances també va ser diplomàtic, administrador de salut pública, poeta i novel·lista. Va exercir com a representant i contacte de Cuba i la República Dominicana a París.
Partidari de la francmaçoneria, el seu activisme polític i social va ser profundament influenciat per les creences filosòfiques d'aquest grup. Les seves relacions personals i professionals (així com l'estructura organitzativa darrere del Grito de Lares, un esdeveniment que, en teoria, xoca amb les creences maçòniques tradicionals) es van basar en les seves relacions amb els maçons, la seva estructura jeràrquica, ritus i signes.

## Joventut

### Ascendència
Betances va néixer a Cabo Rojo, Puerto Rico, a l'edifici que ara alberga la "Lògia Cuna de Betances" ("Lògia Maçònica Bressol de Betances"). Els pares de Betances van ser Felipe Betanzos Ponce, un comerciant nascut a La Hispaniola (en la part que més tard es convertirà en la República Dominicana, el cognom Betanzos es transformà en Betances mentre la família vivia allà), i María del Carmen Alacan de Montalvo, natural de Cabo Rojo i d'ascendència francesa. Es van casar el 1812.
Betances afirmà en la seva vida que un parent seu, Pedro Betances, s'havia rebel·lat contra el govern espanyol de l'Hispaniola el 1808 i que va ser torturat, executat i el seu cos cremat i mostrat a la població per dissuadir nous intents. Mentre, el pare d'Alacan, un mariner, va portar a un grup de voluntaris que van tractar de detenir Roberto Cofresí el 1824 i va arrestar qualcú de la tripulació de Cofresí, per la qual cosa va ser guardonat pel govern espanyol.
Betances era el quart de sis fills, el més gran dels quals va morir poc després del naixement; Betances va ser l'únic home entre els germans supervivents. La família va ser descrita com una barreja de races en els registres de l'època. La seva mare va morir el 1837, quan ell tenia nou anys, i el seu pare es va tornar a casar el 1839, els cinc fills que va tenir amb Maria del Carmen Torres Pagán incloïen a Felipe Adolfo mig germà de Ramon, que no va participar en la política (segons en Ramón), però no obstant això va ser detingut després del Grito de Lares anys després.
El seu pare finalment va comprar la Hisenda Carmen que després es convertiria en el proper poble d'Hormigueros, i va esdevenir un ric terratinent. Era amo de 200 acres (0,8 km²) de terra, un petit molí de sucre i alguns esclaus, que van compartir les seves obligacions amb treballadors lliures. S'especula que després va alliberar els seus esclaus, persuadit pel seu fill Ramón.

### Primers anys a França

#### Educació primària
El jove Betances rebé la seva educació primària de tutors privats contractats pel seu pare, un maçó que posseïa la major biblioteca privada de la ciutat. L'actitud dels seus pares cap a la religió i l'autoritat civil donaren forma a les seves creences personals en ambdues matèries. El seu pare finalment el va enviar a França, per estudiar en el llavors anomenat "Collège Royal" (més tard anomenat el Lycée Pierre-de-Fermat a Tolosa quan tenia deu anys. Una família Franco-Puerto Riquenya, Jacques Maurici Prévost i Maria Cavalliery Bey (que també era natural de Cabo Rojo) van ser nomenats els seus tutors. Prévost va obrir una farmàcia a Mayagüez, Puerto Rico, però es va veure obligat a tornar a França (al seu poble natal, Grisolles) per no haver acabat els seus estudis de farmàcia. També s'especula que Prévost era maçó, com ho era el pare de Betances.
Betances acompanyà la parella quan els Prévost tornaren al seu país, i estaria sota la seva tutela indirecta en començar a l'escola. Va mostrar interès en les ciències naturals i exactes des del principi, i també es va convertir en un bon esgrimidor.

#### "Blanquejament" legal de la família
Mentre Ramón era a França, el seu pare va tractar de canviar la inscripció de la família de la "raça mixta" a la classificació "blanc" (caucàsic) de les famílies de Cabo Rojo. El procés, en cas d'èxit, donava al sol·licitant drets legals addicionals i drets de propietat per a ell i la seva família, i era necessari per permetre a la seva filla, Ana María, casar-se amb José Tió, qui era de raça blanca. En el cas de Betances el pare, el procés va durar dos anys, i es va formalitzar en 1840, però no abans d'haver de tenir el llinatge de la família i les afiliacions religioses exposades al públic en general, una cosa que avergonyí a tots. Betances es va molestar molt per la dura prova, ja que va ser el primer a reconèixer que ell i tota la seva família no eren "blanquinosos" ("blancuzcos", un terme legal), sinó "prietuzcos" ("negrosos", com deia, burlant-se, Betances en les seves cartes). Per ell, el procediment feia pudor d'hipocresia.

#### Estudis de medicina

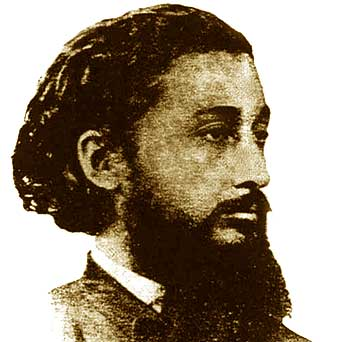
El jove Ramón Betances

El 1846, Betances va obtenir el seu baccalauréat (diploma de secundària). Després d'unes llargues vacances a Puerto Rico, va anar a estudiar medicina a la Facultat de Medicina de París des de 1848 fins a 1855, amb un breu interludi a la Facultat de Medicina de Montpeller per a cursos específics l'estiu de 1852.
En el moment de la seva arribada a París, Betances va ser testimoni de les conseqüències de la Revolució de 1848 i el seu contraatac, l'Aixecament dels Dies de Juny d'aquest mateix any. Els seus futurs punts de vista polítics es van formar directament pel que va veure i experimentar en aquest moment. Es considerava a ell mateix "un vell soldat de la República Francesa". Inspirat per la proclamació de la Segona República, va rebutjar aspiracions porto-riquenyes d'autonomia (sol·licitada a Espanya pels polítics porto-riquenys des de 1810) en favor de la independència de Puerto Rico.
El 1856, es va graduar amb el títol de doctor en Medicina i Cirurgia. Era el segon porto-riqueny a graduar-se a la Universitat (després de Pedro Gerónimo Goyco, un líder polític posterior natural de Mayagüez que eventualment interaccionà amb Betances quan ambdós van tornar a Puerto Rico). Entre els mestres de Betances es compten: Charles-Adolphe Wurtz, Jean Cruveilhier, Jean-Baptiste Bouillaud, Armand Trousseau, Alfred-Armand-Louis-Marie Velpeau i Auguste Nélaton.

#### Mort del pare i problemes econòmics de la família
Mentre Betances estava estudiant medicina a França, el seu pare va morir (a l'agost de 1854) i la seva germana Ana María es veuria obligada a fer-se càrrec de l'administració de l'Hacienda Carmen. El 1857 els hereus es van veure obligats a donar els ingressos de la finca a una companyia de valors encapçalada per Guillermo Schröeder.

## Primer retorn a Puerto Rico

### L'epidèmia de còlera de 1856
Betances tornà a Puerto Rico l'abril de 1856. En aquest moment, una epidèmia de còlera s'estengué per tota l'illa. L'epidèmia es va estendre per la costa oest de Puerto Rico el juliol de 1856, i va afectar la ciutat de Mayagüez amb especial duresa. En aquest moment, Betances va ser un dels cinc metges que haurien de fer-se càrrec de 24.000 residents. Tant ell com el Dr. José Francisco Basora (ambdós es van convertir en amics i companys de tota la vida a partir d'aquest moment) van alertar al govern de la ciutat i premeren als administradors de la ciutat a prendre mesures preventives.
Es va fundar un fons de subscripció d'emergència per alguns dels ciutadans més rics de la ciutat. Betances i Basora van incendiar els insalubres barracons d'esclaus de la ciutat i va ser establert un campament temporal per als seus habitants. Un gran camp en una cantonada de la ciutat es va reservar per a un cementiri complementari i Betances establí i gestionà un hospital temporal al costat (que més tard va ser allotjat en una estructura permanent i es va convertir en l'Hospital San Antonio, l'hospital municipal de Mayagüez, que encara dona servei a la ciutat). No obstant això, l'epidèmia va colpejar la ciutat poc després; la madrastra de Betances i un dels seus germanastres moriren per aquesta causa. L'octubre de 1856 Betances hauria de fer-se càrrec de tota l'operació pel seu compte temporalment.
En aquest moment, va tenir el seu primer enfrontament amb les autoritats espanyoles, ja que Betances va donar l'última prioritat del tractament mèdic als graus militars d'origen espanyol i als funcionaris que es van veure afectats per la malaltia (que exigien un tracte preferent i immediat, i obertament el menyspreaven per aquest comportament). Pel seu treball dur per salvar molts porto-riquenys dels estralls de l'epidèmia de còlera de 1856, Betances va ser elogiat pel govern de la ciutat. No obstant això, quan el govern central va establir un lloc de treball de Cap de Cirurgia per a la ciutat, Betances (que era el cirurgià cap en funcions), fou menyspreat, en favor d'un debutant espanyol.
Basora i Betances finalment van ser honrats amb carrers amb noms de cada un a la ciutat de Mayagüez. La principal artèria que creua la ciutat de nord a sud, honora el nom de Betances; un carrer que uneix el centre de la ciutat amb la Universitat de Puerto Rico a Mayagüez s'anomena en honor del Dr. Basora.

## Exili i retorn a Puerto Rico

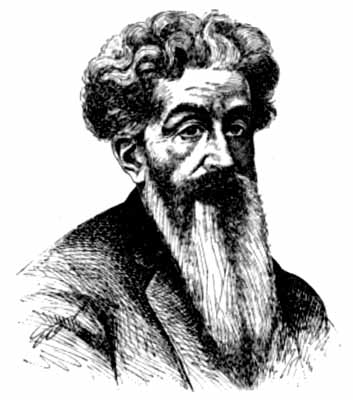
El Dr. Ramón Emeterio Betances

### Abolicionista
Betances creia en l'abolició de l'esclavitud, inspirat no només en les obres escrites per Victor Schoelcher, John Brown, Lamartine i Tàpia, sinó també en l'experiència personal, sobre la base del que va veure a la granja del seu pare i en la vida diària dels porto-riquenys. segons les seves creences, va fundar una organització civil el 1856, una de les moltes altres que més tard van ser anomenades Societats Abolicionistes Secretes pels historiadors. Poc se sap sobre elles, per la seva naturalesa clandestina, però Betances i Salvador Brau (un amic proper que després es va convertir en l'historiador oficial de Puerto Rico) els descriuen en els seus escrits. Algunes d'aquestes societats buscaven la llibertat i el lliure pas dels negres cimarrons de Puerto Rico als països on s'havia abolit l'esclavitud ja,. Altres societats van tractar d'alliberar tants esclaus com fos possible mitjançant la compra de la seva llibertat.
L'objectiu de la societat particular fundada per Betances era alliberar els nens que eren esclaus, aprofitant la seva necessitat de rebre el sagrament del baptisme a l'església de la ciutat, Nuestra Señora de la Candelaria, que ara és la catedral catòlica de Mayagüez. Com que la compra de la llibertat dels fills d'esclaus costava 50 pesos si el nen havia estat batejat, i 25 pesos si el nen no ho era, Betances, Basora, Segundo Ruiz Belvis i altres membres de la societat esperaven al costat de la pila baptismal els diumenges, esperant un amo que portàs una família d'esclaus a batejar als seus fills. Abans que el nen fos batejat, Betances o els seus socis donaven diners als pares, que al seu torn els utilitzaven per comprar la llibertat del fill al seu amo. El nen, un cop alliberat, era batejat minuts després. Aquesta acció va ser més tard descrita com que el nen rebia les "aigües de llibertat" (aguas de llibertad). Esdeveniments similars es van produir a la ciutat de Ponce.
La pila baptismal on aquests baptismes es van realitzar encara existeix, era propietat d'una família local de comerciants, la família Del Moral, que la tenien a casa seva a Mayagüez. El 2007 la pila baptismal es va donar a la Catedral de Mayagüez, Nuestra Señora de la Candelaria, per Donya Elda Del Moral. Havia estat conservada des de 1963 fins que va ser donada.

### La Vièrge de Boriquén(La Verge de Borikén)
El governador espanyol de Puerto Rico, Fernando Cotoner, amenaçà a Betances amb l'exili el 1858 a causa de les seves tàctiques abolicionistes. Betances va prendre una llicència per absentar-se de les seves funcions com a director de l'hospital local i de nou va deixar Puerto Rico per anar a França, seguit de Basora. Aviat, la seva mitja germana Clara i el seu marit, Justine Hénri, també partirien cap a París amb la seva neboda, María del Carmen Hénri.
María del Carmen, motejada Lita, va néixer el 1838. Havia conegut Betances quan tenia 10 anys, i Betances es va enamorar a l'instant d'ella. Un cop va tornar a Puerto Rico després dels seus estudis de medicina, va sol·licitar els permisos eclesiàstics necessaris per casar-se amb ella (pel grau de consanguinitat entre ells), que es van concedir a Roma (llavors part dels Estats Pontificis), després d'una demora prolongada. El seu matrimoni se suposa que s'hauria de celebrar el 5 de maig de 1859 a París, però Lita va emmalaltir de tifus i va morir a la casa de Mennecy del Dr. Pierre Lamire, un amic de l'escola de medicina de Betances, el 22 d'abril de 1859 (el Divendres Sant d'aquest any).
Betances va ser psicològicament devastat per la mort de Lita. Acompanyat per la seva germana, el cunyat, advocats, amics locals i alguns amics porto-riquenys que residien a París en aquell moment (que incloïen Basora, Francisco Oller i un altre natiu de Cabo Rojo, el futur líder polític Salvador Carbonell), Betances va enterrar a Lita el 25 d'abril. El seu cos va ser tornat a enterrar a Mayagüez, el 13 de novembre d'aquest any. Salvador Brau, un historiador i amic proper, va escriure més tard que un cop Betances va tornar a Puerto Rico amb el cos de Lita, va suspendre totes les seves activitats personals, a més del seu treball mèdic, passava una quantitat considerable de temps a la cura de la tomba de Lita al cementiri de Mayagüez, i va assumir l'aspecte físic amb què la majoria de la gent identifica a Betances: vestit fosc, llarga barba descuidada, i el barret "quàquer".
Betances es va submergir en el treball, però més tard va trobar temps per escriure un conte en francès, La Vièrge de Boriquén (La verge de Boriquen), inspirat en el seu amor per Lita i la seva posterior mort, i d'alguna manera influenciat per l'estil d'escriptura d'Edgar Allan Poe. Cayetano Coll Toste va descriure més tard la història de Lita i Betances en el conte La Novia de Betances, en el seu llibre "Leyendas y Tradiciones Puertorriqueñas" (Llegendes i Tradicions de Puerto Rico).

### Retorn a Mayagüez i segon exili

#### Doctor i cirurgià
Després de tornar a Puerto Rico en el 1859, Betances establí una pràctica de la cirurgia molt reeixida i de l'oftalmologia a Mayagüez. Inclús ferotges enemics polítics com el periodista monàrquic espanyol José Pérez Moris consideraven Betances com el millor cirurgià a Puerto Rico de l'època. La seva bona reputació a Puerto Rico sobreviuria a la seva estada a l'illa durant molts d'anys. El 1895, mentre Betances estava vivint a París, als fabricants de l'Emulsió de Scott (un producte d'oli de fetge de bacallà que encara es ven avui en dia, fabricat per GlaxoSmithKline en els temps moderns), va pagar una quota de suport a Betances per aparèixer en els anuncis de revistes d'idioma castellà i a diaris de tota la ciutat de Nova York i el Carib, sobre la base de la seva sòlida reputació com a metge.

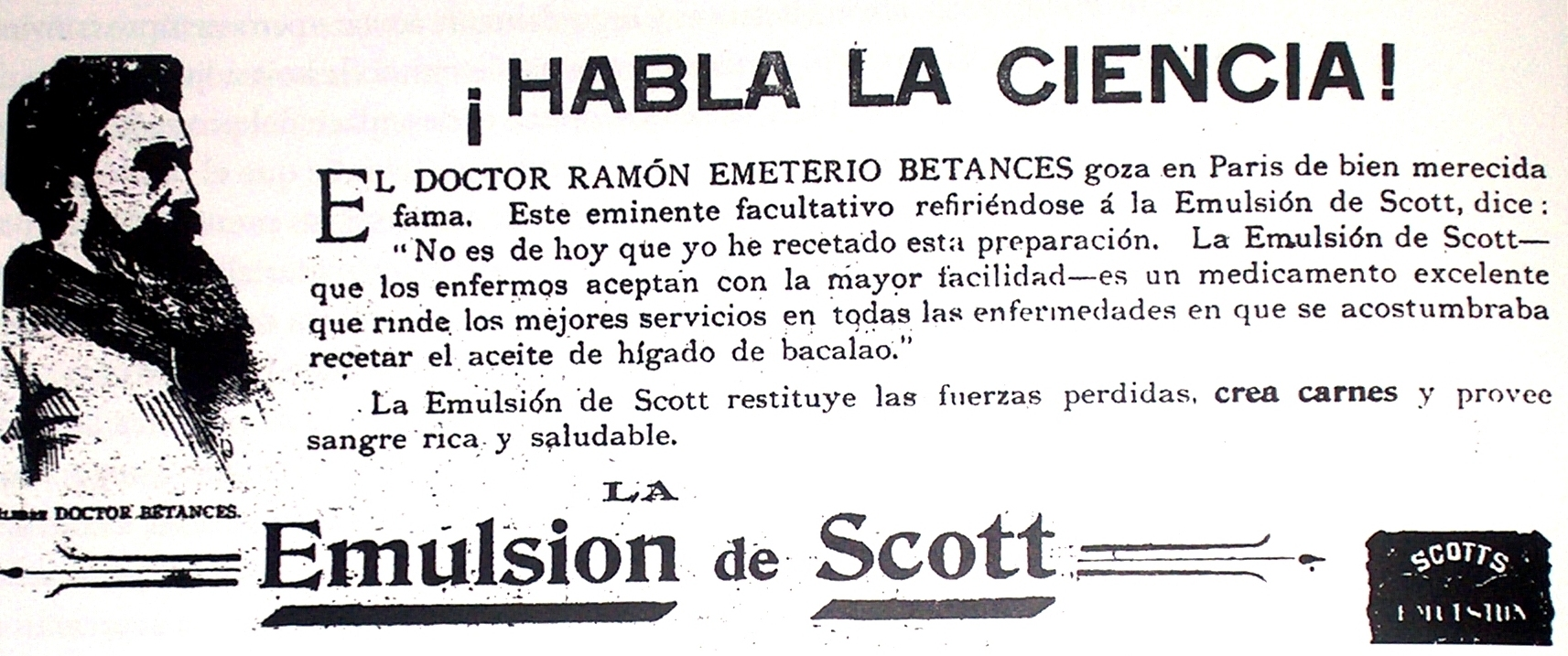
Un anunci a un diari de 1895 on Betances dona suport a l'Emulsió de Scott

Betances introduí nous procediments quirúrgics i asèptics a Puerto Rico. Amb l'assistència de l'anestesiòleg veneçolà Pedro Arroyo, Betances va realitzar el primer procediment quirúrgic amb cloroform fet mai a Puerto Rico, al novembre de 1862.
Al mateix temps va passar una quantitat considerable de temps servint els habitants de Mayagüez en desavantatge per fer-ho sobre una base pro bono. Va donar moltes donacions als pobres, i per això es va fer conegut com "El Pare dels Pobres", entre els "mayagüezanos", segons el seu contemporani, Eugenio María d'Hostos.

#### Exili a la República Dominicana
La República Dominicana va tenir la seva primera guerra d'independència en el 1844, que va ser un èxit amb l'obtenció de la independència d'Haití, tot i la dominació d'Haití de parts del país duraria intermitentment fins a 1856. Espanya es reannexà el país a petició del seu llavors dictador, el general Pedro Santana (que va tractar de beneficiar-se personalment del cas), el 1861. Una segona revolta, la Guerra de la Restauració, va buscar la independència dels espanyols el 1863. Els seus dirigents utilitzaren Haití com a base de guerrilles, ja que el govern d'Haití temia una presa de possessió espanyola i el restabliment de l'esclavitud als territoris ocupats, i per tant, va ser favorable a la seva causa. La seva fortalesa, però, va ser la vall del Cibao a la part nord-est de l'Espanyola.

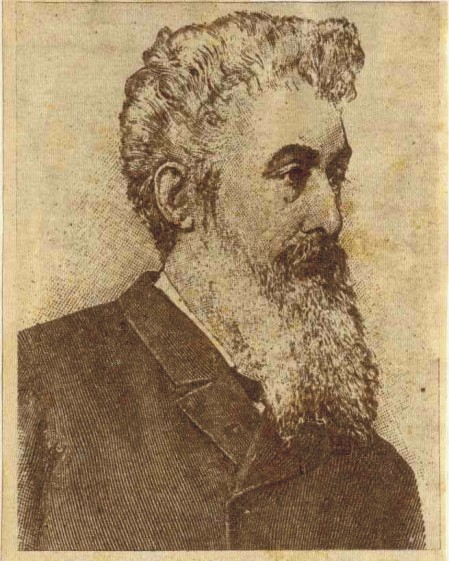
El Dr. Ramón Emeterio Betances

Alhora, el govern espanyol, que dominava Puerto Rico, va tractar de bandejar a Betances, per segona vegada, però ell i Segundo Ruiz Belvis (un advocat i administrador de la ciutat que es va convertir en el seu millor amic i company polític) van fugir de l'illa abans de ser detinguts. Tots dos van fugir a Puerto Plata la ciutat del nord de la República Dominicana el 1861, on Betances establí una estreta amistat personal amb el general Gregorio Luperón, el cap militar de la facció proindependència del nord que va liderar als esforços per restaurar la sobirania dominicana sobre el seu país. Betances va ser també un col·laborador del sacerdot dominic (i més tard arquebisbe de Santo Domingo i president per una sola vegada del país), Fernando Arturo de Meriño, qui era el líder ideològic de la revolta (així com el seu delegat a Puerto Rico quan estava exiliat pel govern republicà restaurat). Aquestes dues amistats resultarien ser claus per als mateixos esforços de Betances per aconseguir la independència de Puerto Rico en el futur.
La volatilitat de la situació dominicana era greu en aquest moment: Luperón es van enfrontar en una guerra de guerrilles contra els espanyols i Santana i es va convertir en vicepresident del país (el 1863), només per ser exiliat a Saint Tomàs per la seva oposició als desitjos del president Buenaventura Báez d'annexar el país als Estats Units (el 1864), per a després tornà, i provocà un cop d'estat i va ser part d'una presidència de tres vies (1866), només per ser exiliat de nou (1868). Quan Luperón va ser a la República Dominicana, Betances la podia utilitzar com a base d'operacions per als seus objectius polítics i militars més endavant, alhora que oferia a Luperón assistència logística i financera a canvi.
Com que l'exili Betances depenia de qui governava Puerto Rico en cada moment, un canvi en el govern li va permetre tornar a Mayagüez el 1862. No obstant això, uns anys més tard (1868) Luperón i Betances acaberien tots dos exiliats a Saint Thomas.

#### Segon retorn a Mayagüez
Després de tornar a Puerto Rico, Betances i Ruiz van proposar la creació d'un hospital municipal per tenir cura dels pobres de la ciutat. L'hospital, anomenat Hospital de San Antonio, es va obrir el 18 de gener de 1865, amb els fons d'una subscripció i una assignació del govern local espanyol. L'Hospital de San Antonio és ara un hospital d'obstetrícia i pediatria de la ciutat.
Ruiz era un maçó que va convidar a Betances a unir-se a la seva lògia, la Logia Unión Germana a la rodalia de San Germán. Tots dos fundaren (o revisqueren, depenent de la font) la Lògia Yagüez, a fi de tenir una lògia local a Mayagüez. Sobre la base de les seves creences maçòniques, Ruiz també va tractar d'establir una universitat a la ciutat, per la qual cosa va hipotecar casa seva. No obstant això, el Govern espanyol desaconsellà activament la fundació de centres d'ensenyament secundari a Puerto Rico (a fi de no tenir un "planter de rebel·lió" que sortís d'aquestes institucions), i el projecte va ser cancel·lat.

#### Simplicia Jiménez

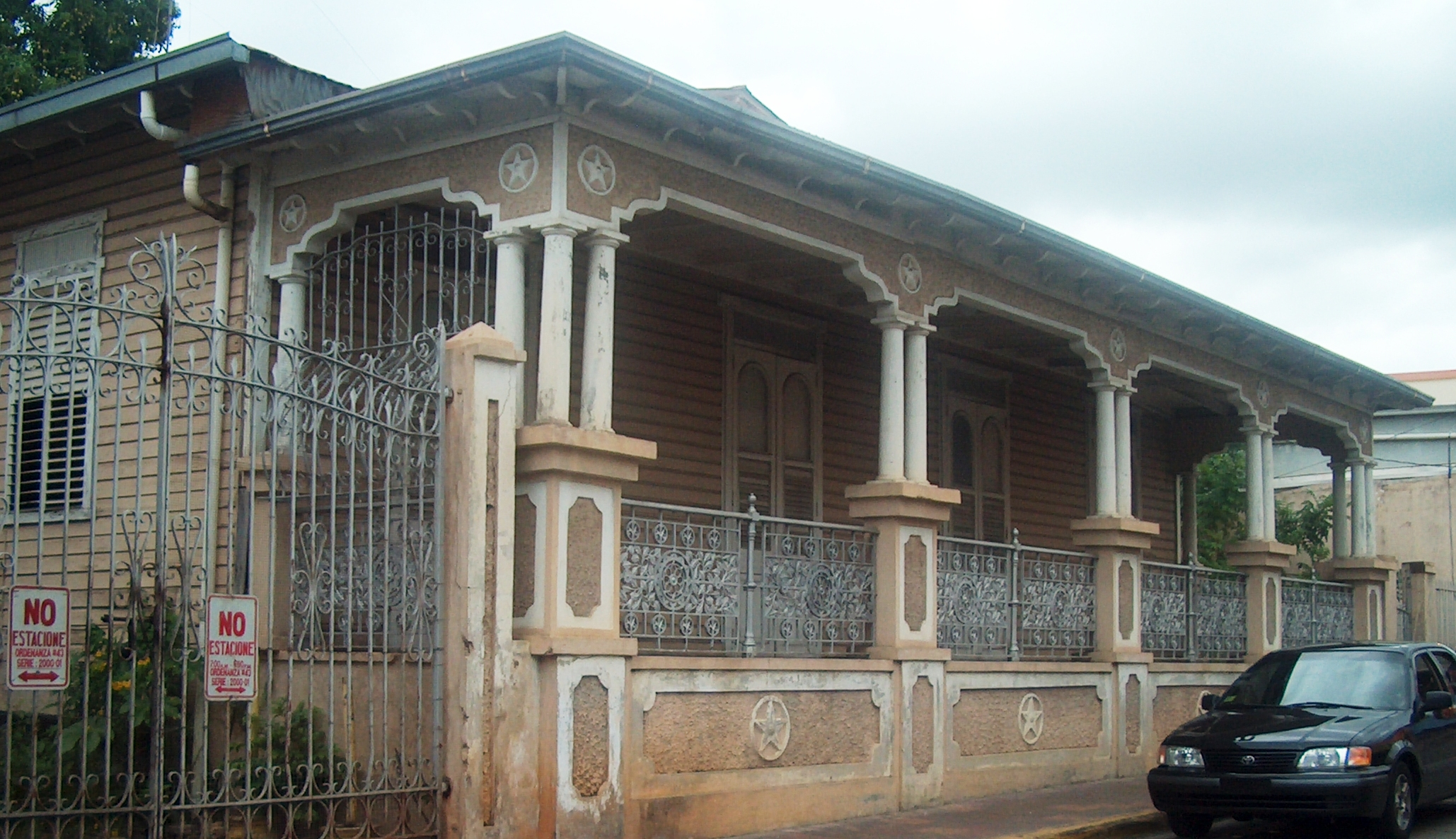
Casa de los Cinco Arcos (la casa de Betances) a Mayagüez, 2007

Betances va conèixer la seva companya de tota la vida, Simplicia Isolina Jiménez Carlo, el 1864. Jiménez aparentment va néixer en el que després es convertiria en la República Dominicana, el 28 de juliol de 1842. El cognom de la seva mare, Carlo, bastant comú a Cabo Rojo, implica que la seva família tenia vincles amb la ciutat. Ella va treballar per a una de les germanes de Betances entre 1863 i 1864, i la va conèixer a casa de la seva germana. Pel que sembla, ella s'enamora d'ell prou fort per aparèixer a la porta amb un parell de maletes, demanant-li que li donés refugi, ja que "cap cavaller deixaria a una dona sola al carrer a la nit." Jiménez es va convertir en parella de fet de Betances durant trenta-cinc anys, i va sobreviure a la seva mort el 1898. Ells no tengueren fills. La seva fillola, Magdalena Caraguel, va ser finalment adoptada per la parella com la seva filla. Poc més es documenta sobre Jiménez en els llibres d'història, i Betances poques vegades l'esmentà en les seves obres i correspondència.
Quan encara vivia a Mayagüez, Betances va construir una casa per a ell i la seva parella, on només viurien menys de dos anys, la casa, anomenada la Casa de los Cinco Arcos (Casa dels Cinc Arcs), segueix en peu al carrer que porta el seu nom, prop de la cantonada amb el carrer Luis Muñoz Rivera, al sud del centre de la ciutat.

### ”Padre de la Patria”(Pare de la Nació Porto-riquenya)

#### Llavors de revolta a Puerto Rico
El govern espanyol participava en diversos conflictes a l'Amèrica Llatina: la guerra amb la República Dominicana, Perú i Xile (vegeu més endavant), les revoltes d'esclaus a Cuba, una mala situació econòmica de les seves colònies, entre d'altres. Es va tractar d'aplacar el creixent descontentament dels ciutadans de les seves colònies que quedaven al continent mitjançant la creació d'una junta de revisió on es dirigirien les denúncies dels representants de les colònies i tractar d'ajustar la legislació que els afectava. Aquest consell, la "Junta Informativa de Reformes d'Ultramar "(Consell informatiu de reformes d'Ultramar) estaria format per representants de cada colònia, en proporció a la seva població col·lectiva, i es reuniria a Madrid. La Junta havia de presentar un informe al llavors ministre de Relacions Exteriors, Emilio Castelar.
La delegació de Puerto Rico va ser elegida lliurement per les persones amb dret a vot (els propietaris homes de raça caucàsica), en un exercici poc comú d'obertura política a la colònia. Segundo Ruiz Belvis va ser escollit membre de la Junta que representava Mayagüez, cosa que va horroritzar al llavors governador general de l'illa. Per frustració dels delegats de Puerto Rico, incloent-hi al seu líder, José Julián Acosta, la Junta va tenir una majoria dels delegats nascuts espanyols, que votarien a favor de gairebé totes les mesures que es van suggerir. No obstant això, Acosta va poder convèncer a la Junta que l'abolició es podria aconseguir a Puerto Rico sense afectar l'economia local (inclosos els seus membres cubans, que no ho volien implementar a Cuba a causa dels seus nombres molt més alts de mà d'obra esclava). Una vegada que va esdevenir primer ministre el 1870, Castelar va aprovar una llei d'abolició, elogiant els esforços dels membres de Puerto Rico, sincerament commogut pels arguments d'Acosta.
No obstant això, més enllà de l'abolició, es va votar en contra de les propostes d'autonomia, igual que altres peticions per limitar el poder il·limitat del governador general sobre pràcticament tots els aspectes de la vida a Puerto Rico. Una vegada que els membres de la Junta van tornar a Puerto Rico, es van reunir amb líders de la comunitat local en una famosa reunió a la Hisenda El Cacao a Carolina, Puerto Rico a principis de 1865. Betances va ser convidat per Ruiz i hi va assistir. Després d'escoltar la llista de mesures votades en contra als membres de la Junta ", Betances es va aixecar i va replicar: "Nadie puede dar lo que no tiene"(No es pot donar als altres el que ells no tenen per si mateixos), una frase que utilitzaria constantment la resta de la seva vida quan es referia a la negativa d'Espanya a concedir a Puerto Rico o Cuba les reformes. Ell llavors suggerí declarar una revolta i proclamar la independència tan aviat com fos possible. Molts dels assistents de la reunió es van posar del costat de Betances, per a horror d'Acosta.

#### Organitzador de elGrito de Lares
A finals de juny de 1867 Betances i almenys 12 "revolucionaris" potencials més van ser expulsats de Puerto Rico pel llavors governador el general José María Marchessi Oleaga com a mesura preventiva, incloent-hi Goyco i Ruiz. Un batalló de soldats locals s'havia rebel·lat a San Juan abans, protestant per la seva escassa remuneració, en comparació amb la dels seus homòlegs espanyols que vivien a Puerto Rico. Betances més tard va declarar que la revolta (anomenada "Motín de Artilleros" pels historiadors) no estava relacionada amb els seus plans revolucionaris, i que en realitat no els importaven molt les tropes estacionades a Puerto Rico, ja que haurien estat mal preparades per aturar una revolta independentista ben desenvolupada en el temps de totes maneres. Marchesi temia que els Estats Units, que havien fet una oferta per comprar el que llavors eren les Illes Verges daneses, preferirien instigar una revolta a Puerto Rico, per després annexar-se l'illa, amb la qual cosa conseguirien una base militar millor al Carib amb un menor cost econòmic. Els seus temors no tenien cap base, ja que el llavors cònsol estatunidenc a l'illa, Alexander Jourdan, suggerí precisament això al llavors secretari d'Estat William H. Seward, però només després de les expulsions (setembre de 1867).
Alguns dels expulsats (com a Carlos Elías Lacroix i José Celis Aguilera) establiren un campament a Saint Thomas. Betances i Ruiz, per la seva banda, es van anar a Nova York, on Basora havia anat prèviament. Aviat es va fundar el "Comitè Revolucionari de Puerto Rico", juntament amb altres porto-riquenys que vivien a la ciutat. Després de signar una carta que podria servir com a prova de les seves intencions d'esdevenir un ciutadà dels Estats Units (principalment per evitar la seva detenció en un altre lloc) Betances va tornar després a la República Dominicana el setembre de 1867, on va tractar d'organitzar una expedició armada que aniria a envair Puerto Rico. No obstant això, sota amenaça d'arrest per Buenaventura Báez-que va veure Betances posar-se del costat dels seus enemics, i el volia executat-Betances s'asilà a l'ambaixada dels Estats Units a Santo Domingo, i es va dirigir a Charlotte Amalie poc després.

#### Els Deu Manaments dels Homes Lliures
Betances va ser responsable de nombroses proclames que van intentar despertar sentiments nacionalistes a Puerto Rico, escrits entre 1861 i la seva mort. El més famós de tots és "Los Diez Mandamientos de los Hombres Libres" (Els Deu Manaments dels Homes Lliures), escrits a l'exili a Saint Thomas al novembre de 1867. Es basa directament en la Declaració dels Drets de l'Home i del Ciutadà, aprovada per l'Assemblea Nacional de França en 1789, que conté els principis que van inspirar la Revolució Francesa.

#### ElGritoi les seves conseqüències
Mentrestant, Ruiz Belvis, que dirigia la Comissió, havia d'obtenir suport financer per a la revolució porto-riquenya a través d'una gira per Amèrica del Sud. Havia rebut una invitació de Benjamín Vicuña Mackenna, un diplomàtic xilè, per coordinar un front comú en contra dels interessos espanyols en tota Amèrica Llatina (Espanya seguia amenaçant Xile després de la guerra hispanosudamericana, i qualsevol revolució al Carib hauria estat una benvinguda distracció). Vicuña es va comprometre a reunir el suport necessari a Xile, Perú, Equador i Veneçuela per ajudar a la causa de la independència de Puerto Rico.
No obstant això, Ruiz va morir a Valparaíso, Xile poc després de la seva arribada al país. Segons els informes, tenia urèmia i una obstrucció uretral, malalties que degeneraren en gangrena de Fournier, cosa que el va matar poc després. Més tard les especulacions sobre que Ruiz havia estat enverinat o mort ha estat contrarestades per tres fets: que el germà de Ruiz, Mariano Ruiz Quiñones (qui va ser el coordinador de la revolució a Curaçao), va morir de la mateixa malaltia poc després (el que suggereix una predisposició genètica a la malaltia), que Betances havia utilitzat un catèter sobre Ruiz abans d'abandonar Saint Thomas perquè li portés qualque alleujament de la seva condició, i que Betances va publicar un article mèdic a França, vint anys després, el 1887, que discutia aquests fets, resultat d'allò que ell havia descrit com molts d'anys de qüestionaments posteriors sobre el que s'hauria pogut fer per salvar la vida de Ruiz.
Betances es va agitar psicològicament per la notícia de la mort de Ruiz, i, literalment, poc després: Ell i la seva dona també van patir un terratrèmol i un tsunami el 18 de novembre de 1867, mentre estaven a Saint Thomas. D'acord amb una carta que va escriure, ell i la seva dona van abandonar l'edifici just abans que s'ensorrés, i es van veure obligats a viure en un campament, mentre les rèpliques sacsejant l'illa durant gairebé un mes.
Gregorio Luperón es va reunir amb Betances a Saint Thomas, i es va oferir a ajudar a la revolució porto-riquenya, a canvi d'ajudar a l'enderrocat Báez, un cop es complissin les circumstàncies adequades. Com a conseqüència, Betances organitzar cèl·lules revolucionàries a Puerto Rico des de l'exili, que serien dirigides per líders com Manuel Rojas i Mathias Brugman. Betances instruí Mariana Bracetti sobre com teixir una bandera per a la revolució utilitzant els colors i el disseny bàsic similars a la de la República Dominicana (que al seu torn era gairebé idèntica a una norma militar francesa). Betances també se suposava que va enviar reforços als rebels de Puerto Rico a través de la utilització d'un vaixell adquirit per revolucionaris porto-riquenys i dominicans, "El Telégrafo" (que havia de ser compartit per ambdós grups), però el vaixell va ser confiscat poc després de la seva arribada pel govern de les llavors daneses (més tard dels Estats Units) Illes Verges.
Finalment, tots aquests factors van portar a la insurrecció fallida coneguda com el "Grito de Lares", la data de la qual va haver de ser avançada al 23 de setembre de 1868. El Grito va ocórrer estant Betances entre Curaçao i Saint Thomas, que lluiarten per enviar reforços a temps per a la revolta.
Després de la insurrecció fallida, Betances no va tornar a Puerto Rico, amb excepció de les visites "secretes", segons l'obituari escrit sobre ell pel New York Herald després de la seva mort. No existeix evidència d'això, encara que Betances suggereix que es va produir una visita en algun moment entre 1867 i 1869, i potser de nou en la dècada del 1880.

#### A Nova York
Betances va fugir a la ciutat de Nova York l'abril de 1869, on de nou es van unir a Basora en els seus esforços per organitzar als revolucionaris porto-riquenys en les activitats addicionals que conduïren a la independència. Es va unir a la Junta Revolucionària Cubana, els membres de la qual tenien més èxit en la seva campanya per a la revolució armada a Cuba, que havia començat amb el "Grito de Yara", tot just dues setmanes després que el Grito de Lares. També va pressionar amb èxit al Congrés dels Estats Units contra l'annexió de la República Dominicana als Estats Units, sol·licitada en una votació per majoria dels votants en un referèndum el 1869. També es va fer amic del cap militar veneçolà i expresident José Antonio Páez en els seus últims dies. Betances es va quedar a Nova York des d'abril de 1869 fins a febrer de 1870.

#### A l'Espanyola
Una mica desil·lusionat per la seva experiència a la ciutat de Nova York (tenia diferències filosòfiques amb alguns líders dels moviments d'alliberament de les Antilles, en particular amb Eugenio María de Hostos), Betances va passar un breu interludi a Jacmel, Haití el 1870, a petició del seu llavors president, Jean-Nissage Saget, que va donar suport als esforços de Betances perquè un govern liberal prengués el poder a la República Dominicana. Més tard va passar algun temps a la vall del Cibao (tant a Santiago de los Caballeros com a Puerto Plata) a Luperón i Betances intentaren organitzar una altra revolta, aquesta vegada contra els elements conservadors de la República Dominicana.
Mentre estava a Nova York, Betances va escriure i traduir nombrosos tractats polítics, proclames i les obres que van ser publicats en el diari "La Revolución", sota el pseudònim de "El Antillano" (l'Antillà). Era vehement sobre la necessitat dels nadius de les Antilles Majors d'unir-se en una confederació antillana, una entitat regional que tractaria de preservar la sobirania i el benestar de Cuba, Haití, la República Dominicana i Puerto Rico.
Betances també va promoure la intervenció directa dels porto-riquenys en la lluita per la independència de Cuba, cosa que finalment va succeir en la Guerra d'Independència de Cuba (1895-1898). Espanya havia promogut la reforma política a Puerto Rico, i el clima polític local no era propici per a una segona revolució en aquell moment. Per tant, Betances i els revolucionaris porto-riquenys van cedir les seves partides d'armes de foc ocultes a Saint Thomas, Curaçao i Haití als rebels cubans l'octubre de 1871, ja que la seva lluita es va considerar com una prioritat.
Betances admirava els Estats Units d'Amèrica pels seus ideals de llibertat i democràcia, però menyspreava el Destí Manifest i la Doctrina Monroe, i van sentir que ambdues filosofies s'utilitzaven com a excusa per a les intervencions nord-americanes al continent. Quan els revolucionaris cubans van sol·licitar ajuda als Estats Units per reforçar la seva lluita armada contra Espanya, Betances els va advertir en contra de donar massa informació. Temia l'intervencionisme estatunidenc en els assumptes d'una Cuba lliure, i va atacar amb vehemència als líders cubans que suggerien l'annexió de Cuba als Estats Units. Alguns dels seus temors es van fer realitat anys després, quan l'Esmena Platt va esdevenir "de facto" part de la Constitució de Cuba (1901).

## Retorn a França
Esperant donar una certa estabilitat a la seva vida personal, Betances va dir a Simplicia Jiménez que es reunís amb ell de nou a Haití (ella havia estat vivint a Saint Croix des que va ser expulsada de Saint Thomas, per garantir la seva seguretat), i va tornar amb ella a París, on va seguir lluitant per la independència de Puerto Rico durant gairebé 26 anys. Ell va establir el seu consultori mèdic al 6 (bis), Rue de Châteaudun (48° 52′ 33″ N, 2° 20′ 30″ E / 48.875814°N,2.341636°E), a quatre carrers de distància de l'Òpera Garnier.
Un dels fets que van donar a Betances major satisfacció va ser l'abolició de l'esclavitud a Puerto Rico, que es va fer oficial el 22 de març de 1873. Va recordar a les persones que l'abolició no hagués estat possible sense la intervenció directa dels porto-riquenys en el procés polític espanyol, pel que tenia l'esperança que els illencs podrien assumir un paper més actiu en la recerca de la seva llibertat d'Espanya. Amb el temps, Betances es va convertir essencialment en el representant dels governs liberals de la República Dominicana durant el temps que van durar, i el representant del "govern en armes" cubà, o insurrecció.

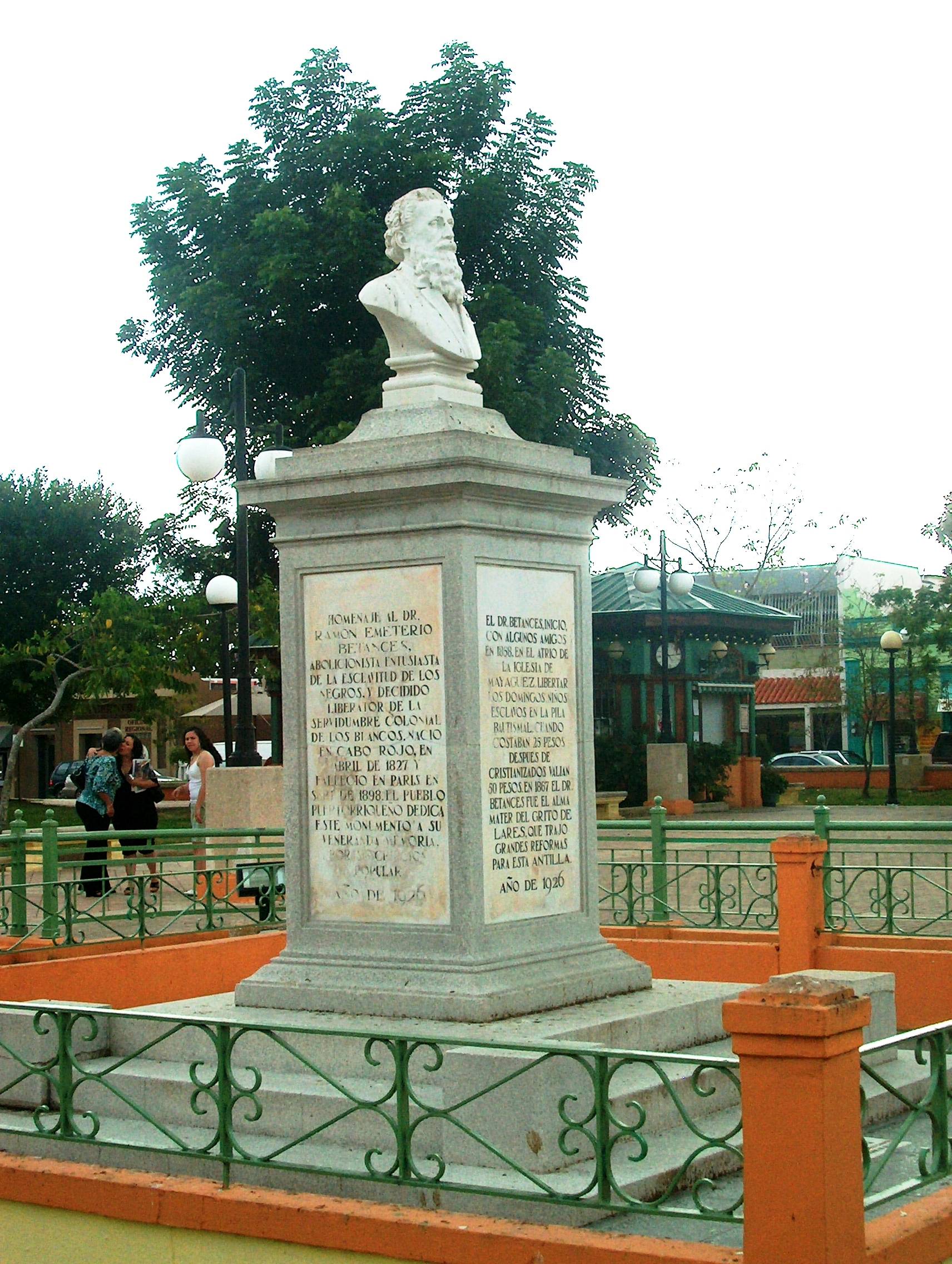
Monument al Dr. Betances a Cabo Rojo, 2007. Aquest monument inclou inscripcions honorant-lo en nom de la República Dominicana i Cuba.

### Activitats diplomàtiques i revolucionàries

#### Diplomàtic de la República Dominicana
Poc després del seu retorn a França, Betances va esdevenir el primer secretari de la missió diplomàtica de la República Dominicana a França, però pràcticament van assumir el paper d'ambaixador. També es va convertir en el representant comercial del govern dominicà a París, Berna i Londres. En un temps Betances va tractar de ser un soci de capital de risc en una empresa fallida que va intentar comercialitzar l'ús de la Badia de Samaná en benefici de la República Dominicana, i també per evitar que els interessos estrangers (especialment els Estats Units) s'apoderessin de la badia, que va ser considerada com un accident geogràfic estratègic de primer ordre de l'Espanyola, tant en termes comercials com militars.
Luperón eventualment arribaria a París com a ambaixador nomenat, però les connexions de Betances a la ciutat van resultar ser clau per a qualsevol èxit que Luperón tengués com a diplomàtic a França. Ells assumirien aquest paper fins que l'agitació política a la República Dominicana forçaria a Luperón a tornar i liderar una altra revolta, que va instal·lar un altre natiu de Puerto Plata, Ulisses Heureaux, com a president. Betances va buscar el suport als esforços de Luperón, i li va donar l'ajuda tàctica i financera de França.
Heureaux, però, va esdevenir un dèspota, un cop va assumir la presidència. Luperón es va sentir traït i va marxar de nou a l'exili a Saint Thomas. Eventualment va morir de càncer, no sense abans visitar Betances a França per última vegada i se li permeté tornar a la República Dominicana a morir, com un gest de bona voluntat de Heureaux. A causa de la presidència de la perllongada d'Heureaux i els actes flagrants de corrupció, Betances (que havia anomenat Heureaux el seu "nét" en les cartes que havia escrit amb anterioritat a ell) es va veure obligat a tallar llaços amb la República Dominicana sense més ni més (dues parcel·les de terreny que posseïa tant allà i a Panamà es van utilitzar per a experiments agrícoles, però més tard van ser deixades sense vigilància). Betances escriu en les seves cartes que ell havia passat l'equivalent a 20.000 $ EUA (els dòlars de 1880, més o menys equivalent a 400.000 dòlars EUA de 2010) en despeses en nom de l'oficina diplomàtica dominicana. No esperava que el govern dominicà fos capaç de poder reemborsar-lo.

#### Suport a la independència de Cuba i la llibertat de José Maceo
Immediatament després de tornar a París, Betances va esdevenir un contacte clau de la insurgència cubana a París. Va fer diversos esforços per recaptar fons, incloent que va intentar finançar enviaments de quinina als rebels cubans, per alleujar el seu dolor quan estaven infectats per la malària en els camps de batalla de l'illa. Aquests esforços van durar més que el Conveni de Zanjón, que va posar fi a la Guerra dels Deu Anys el 1878. Betances també van utilitzar els seus contactes diplomàtics per garantir la integritat personal (i, finalment, la llibertat de la presó) a José Maceo, germà d'Antonio Maceo, el cap militar després de la Guerra d'Independència de Cuba, quan tots dos Antonio i José van ser detinguts pel govern espanyol el 1882. Els germans Maceo tan aviat com escaparen de la presó, van ser recapturats a Gibraltar i lliurats a les autoritats espanyoles, però José va romandre a la presó temps després que Antonio recuperàs la llibertat i va fugir a la ciutat de Nova York. Betances inclús utilitzà a Lord Gladstone com a mediador, i va tractar de convèncer de fer que Jamaica (on la seva família tenia propietats) s'unís a una Federació Antillana.

#### Betances i Máximo Gómez
Quan Puerto Rico experimentà un període de severa repressió política el 1887 pel governador espanyol de l'època, Romualdo Palacio (que va portar a la detenció de nombrosos dirigents polítics locals, inclosos Román Baldorioty de Castro), Màxim Gómez, que vivia a Panamà en aquell temps (supervisava la brigada de treballadors durant la construcció del Canal de Panamà) va oferir els seus serveis a Betances, va vendre la major part de les seves pertinences personals per finançar una revolta a Puerto Rico, i es va oferir per conduir qualsevols tropes porto-riquenyes que poguessin participar en tal revolta. La revolta es va considerar innecessària a l'any, quan el Govern espanyol va requerir Palacio d'ofici per investigar les acusacions d'abús de poder de la seva part, però Gómez i Betances establiren una relació d'amistat i logística que va durar fins a la mort de Betances el 1898.

#### Betances i José Martí
Anys més tard, a causa de l'experiència de Betances com a facilitador logístic de revoltes armades, un recaptador de fons per a la causa independentista cubana, i com a diplomàtic, José Martí va demanar a Betances esdevenir el líder dels revolucionaris cubans a França. Betances i Martí mai es van conèixer personalment, però Martí coneixia la germana menor de Betances, Eduviges, que vivia a la ciutat de Nova York i compartia els ideals revolucionaris del seu germà. Martí l'ajudà econòmicament en els seus últims dies, ple d'admiració per la família dels Betances. Betances manifestà la seva gratitud cap a Martí. Poc després, Martí va morir en combat a Cuba el 1895, un esdeveniment que va portar a Tomás Estrada Palma a la direcció del moviment d'insurrecció cubana.

#### Betances i Tomás Estrada Palma
L'abril de 1896 Betances va rebre credencials diplomàtiques en nom del govern revolucionari de Cuba. Es va convertir en un actiu recaptador de fons i reclutador en nom del moviment independentista cubà. També va exercir com a cap de premsa i contactes d'intel·ligència pels rebels cubans a l'exili, i va tractar de coordinar el suport per al moviment a favor de la independència de les Filipines.
Betances odiava obertament a Estrada quan el va conèixer a finals de la dècada de 1870, però es va tornar més tolerant cap a ell amb el temps, i àdhuc va defensar les accions d'Estrada com a líder quan aquest va assumir el control del Partit Revolucionari Cubà. Els afiliats de Puerto Rico al partit veien el lideratge d'Estrada amb gran escepticisme, ja que Estrada simpatitzava amb la idea que els Estats Units intervenguessin en la guerra d'independència de Cuba per expulsar els espanyols de Cuba. Sospitaven que el seu feble lideratge permetia als oportunistes treure profit d'una invasió i fins i tot suggerien que els EUA mantindrien Puerto Rico, a canvi de la independència de Cuba. Algunes dades per escrit evidencien la veritat de les seves afirmacions, almenys en la mesura de voler tenir la secció de Puerto Rico del Partit Revolucionari Cubà tancada, el que finalment va succeir.

#### LaIntentonade Yauco
El 1897, Antonio Mattei Lluveras, amo d'una rica plantació de cafè de Yauco, va visitar el Comitè Revolucionari de Puerto Rico a Nova York. Allà es va reunir amb Ramon Emeterio Betances, Joan de Mata Terreforte i Aurelio Méndez Martínez i junts van procedir a planejar un cop important. L'aixecament, que es coneix com la Intentona de Yauco havia de ser dirigit per Betances, organitzat per Aurelio Méndez Mercado i les forces armades havien de ser comandades pel general Juan Rius Rivera. El cop d'Estat, que va ser la segona i última gran revolta contra el domini espanyol a Puerto Rico va fracassar.
Betances era també representant d'alguns dels governs d'Haití mentre estava a París. També era tècnicament diplomàtic dels Estats Units d'Amèrica al mateix temps.

#### El pla de Morales
A través de la coordinació amb Betances i líders independentistes locals a Puerto Rico, un cap militar dominicà, el general José Morales, va fer plans per envair Puerto Rico a finals de la dècada de 1890, per subministrar als revolucionaris locals amb subministraments i mercenaris, i aprofitant la feble presència militar espanyola a Puerto Rico (només hi havia 4.500 soldats espanyols a l'illa en el moment, i 1.000 d'ells van ser després redirigits a Cuba per lluitar contra la insurrecció cubana). No obstant això, el Partit Revolucionari Cubà, va rebutjar el pla per ser massa car.

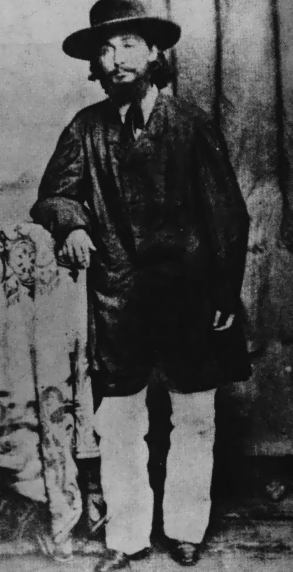
El Dr. Ramón Emeterio Betances als 40 anys

Betances, que havia recollit més diners a França per al partit que el cost potencial del pla, es va cansar de disminuir el suport del moviment revolucionari cubà a la causa de la independència de Puerto Rico. Llavors, alguns dels seguidors del Partit estacionats a França volien que Betances fos desposseït dels seus càrrecs i assignacions. Almenys dos d'ells el van insultar públicament, i fins i tot es va aprofitar de la salut mental de Simplicia Jiménez per tenir assetjar al seu marit de manera sistemàtica.
Tenint en compte els esdeveniments que succeïen a Cuba en aquest moment, Betances pensava que el seu treball diplomàtic era més important que mai. No obstant això, el seu delicat estat de salut (va tenir urèmia, i ja que els seus pulmons no podien intercanviar oxigen adequadament això suposà una càrrega addicional per al seu cor i els ronyons) va impedir a Betances realitzar més treball diplomàtic a França, en nom de Puerto Rico i Cuba. La seva malaltia, que va durar més d'un any, li va impedir dur a terme el treball mèdic, i va obligar al Partit a aprovar un estipendi per Betances durant la seva llarga malaltia, fins a la seva mort.

### L'afer Cánovas
Existeix certa especulació sobre que l'assassinat del primer ministre espanyol Antonio Cánovas del Castillo per l'anarquista italià Michele Angiolillo el 1897 va ser almenys recolzat o influenciat per Betances, i possiblement fins i tot planejat per ell (encara no hi ha una connexió física que es pugui establir i que podria vincular a Betances amb l'esdeveniment).
El paper de Betances en l'assassinat de Cánovas és descrit per l'autor Porto-riqueny (nascut a França) Luis Bonafoux en la seva biografia sobre Betances (escrita el 1901), i parcialment corroborada pels historiadors posteriors. Aquestes fonts estableixen que el cercle d'amics en aquell moment de Betances incloïa diversos anarquistes italians exiliats a París, Domenico Tosti era un d'ells. Tosti i els seus amics celebraven esdeveniments socials regulars, durant un dels quals Angiolillo va ser presentat a Betances.
Impressionat per les credencials de Betances, Angiolillo més tard es va apropar a Betances abans de l'incident, i va parlar dels seus plans amb ell, que inicialment implicava matar un o més membres joves de la família reial espanyola. Betances després el va dissuadir de fer això. Angiolillo després aparentment suggerí Cánovas com un objectiu en el seu lloc. Hi ha evidència que Betances finançà viatges d'Angiolillo a Espanya, i va utilitzar els seus contactes per fer que Angiolillo arribàs i entràs en territori espanyol sota una identitat falsa. Per altra banda l'especulació que Angiolillo va utilitzar una arma de foc que Betances mateix li havia proporcionat sembla infundada (encara que Betances, qui era un fan de les armes de foc en si mateix -va ensenyar un líder revolucionari cubà l'ús d'una metralladora Remington- almenys, en va donar una com a regal a un dels seus coneguts).
Betances simpatitzava amb els anarquistes com Angiolillo, i odiava els monàrquics com Cánovas, però això per si sol no justificaria l'acció directa de Betances assassinant a Cánovas. Betances era un home d'aquell temps, tanmateix, "a Espanya hi ha només un veritable líder retrògrad i reaccionari, i que és precisament el que s'enfronta a Cuba amb una política de '(la despesa en una guerra fins) l'últim home i l'última pesseta,' la qual intenta sufocar tots els esforços que els seus patriotes fan per alliberar-la, i que aquest home és Antonio Cánovas del Castillo".
Angiolillo, en veritable solidaritat amb el corrent anarquista Europeu, va tractar de venjar l'execució i/o la tortura dels implicats en un atemptat contra una processó religiosa catòlica a Barcelona, que es va produir el 1896, i per al qual Cánovas va buscar les penes màximes permeses per la llei.
La veritat és que els interessos dels liberals de Puerto Rico es van beneficiar directament de l'assassinat de Cánovas, ja que a la mort de Cánovas un pacte fet (anterior a l'esdeveniment) entre el nou president del Govern espanyol, Práxedes Mateo Sagasta, i els liberals porto-riquenys encapçalats per Luis Muñoz Rivera entraria en vigor poc després. Es va permetre l'establiment d'una nova carta d'autonomia per al territori de l'illa, que va donar a Puerto Rico poders polítics més amplis que en qualsevol altre moment anterior o posterior.
Abans de la seva execució, Angiolillo va reclamar la seva única responsabilitat per l'assassinat. Quan se li va preguntar sobre la seva participació en l'assumpte de Cánovas, Betances, va dir: "No aplaudimos pero tampoco lloramos" ("No aplaudim, però tampoc ploram"), i hi va afegir: "Los revolucionarios verdaderos hacen lo que deben hacer"(" Els vertaders revolucionaris fan el que han de fer "). Aquestes respostes ambigües de Betances desdibuixen el veritable nivell de la seva participació en l'assassinat de Cánovas.

### La Legió d'Honor

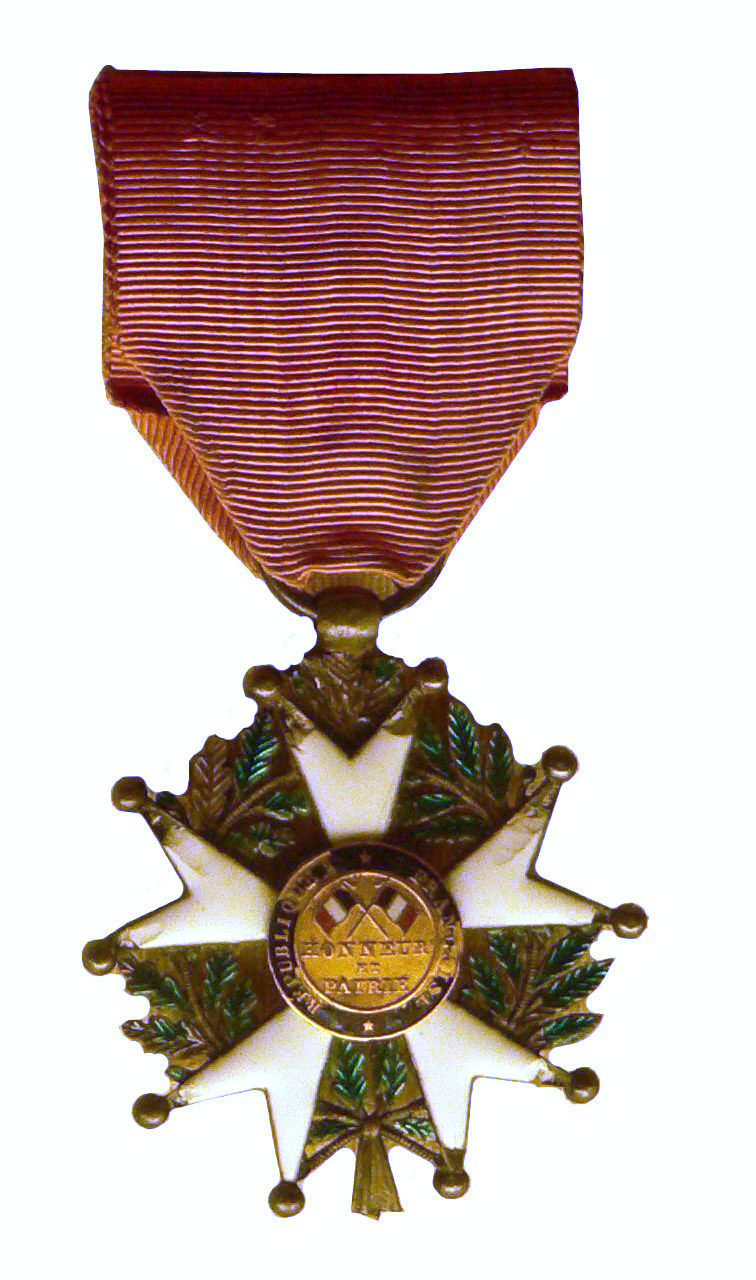
La Legió d'Honor francesa

Betances va ser guardonat amb el grau de Chevalier (Cavaller) de la Legió d'Honor pel govern francès el juliol de 1887, pel seu treball com a diplomàtic per a la República Dominicana, i pel seu treball com a metge a França. Li havien oferit el premi ja el 1882, però s'havia negat en repetides ocasions a l'honor per humilitat, fins que els amics de Puerto Rico el van persuadir a acceptar-ho com un homenatge a Puerto Rico, i no com un premi personal. La francesa Legió d'Honor (Légion d'honneur) és l'ordre més important de França, i la seva concessió és una gran distinció.

### Esforços contra l'annexió de Puerto Rico als EUA
El 1898, Betances va intentar utilitzar els seus contactes diplomàtics per impedir l'annexió de Puerto Rico als Estats Units, que es considerava imminent pels esdeveniments que van seguir a l'enfonsament de l'USS Maine. Ell sabia que els porto-riquenys donarien la benvinguda a una invasió nord-americana, però va ser vehement sobre la possibilitat que els Estats Units no concedissin la independència a Puerto Rico.
Betances estava disposat a acceptar algunes concessions polítiques al govern estatunidenc a canvi de la independència, i van intercanviar algunes informacions privilegiades d'intel·ligència (sobre el nivell de deute que Espanya havia arribat, mentre durava la lluita contra la insurrecció cubana) amb el llavors ambaixador dels Estats Units a França, Horace Porter, amb la finalitat de mostrar bona voluntat cap als Estats Units.
Frustrat pel que percebia com la falta de voluntat dels porto-riquenys per exigir la independència dels Estats Units, mentre que el territori de l'illa va ser annexada (l'esdeveniment es va produir pocs dies abans de la seva mort), va pronunciar la seva posició política final: "No quiero colonia, ni con España, ni con los Estados Unidos"(" No vull colònia, ni amb Espanya, ni amb els Estats Units"). Quan se li va recordar per de Hostos a través d'una carta el que passava a l'illa, va respondre, molt frustrat, amb una frase amb la qual s'ha fet famós: "¿Y qué les pasa a los puertorriqueños que no se rebelan?" ("I què els passa als porto-riquenys que no es rebel·len?").
Els últims dies de Betances van ser caòtics, no només a causa dels esdeveniments al Carib, sinó també pel que passava a casa seva. L'estat mental de Jiménez es reporta com dubtós en aquell moment. Alguns fins i tot suggereixen que s'havia convertit en alcohòlica (probablement) o fins i tot en addicta a la morfina (poc probable) per llavors, i fins i tot desitjava que el seu marit es morís en rebequeries de les quals informaren els seus metges. Els enemics polítics van intentar apoderar-se dels expedients d'intel·ligència de Betances, igual que els agents d'intel·ligència espanyols a París. Betances va demanar als amics personals que mantenguessin la guàrdia personal d'ell, el que van fer fins a la seva mort.

## Mort

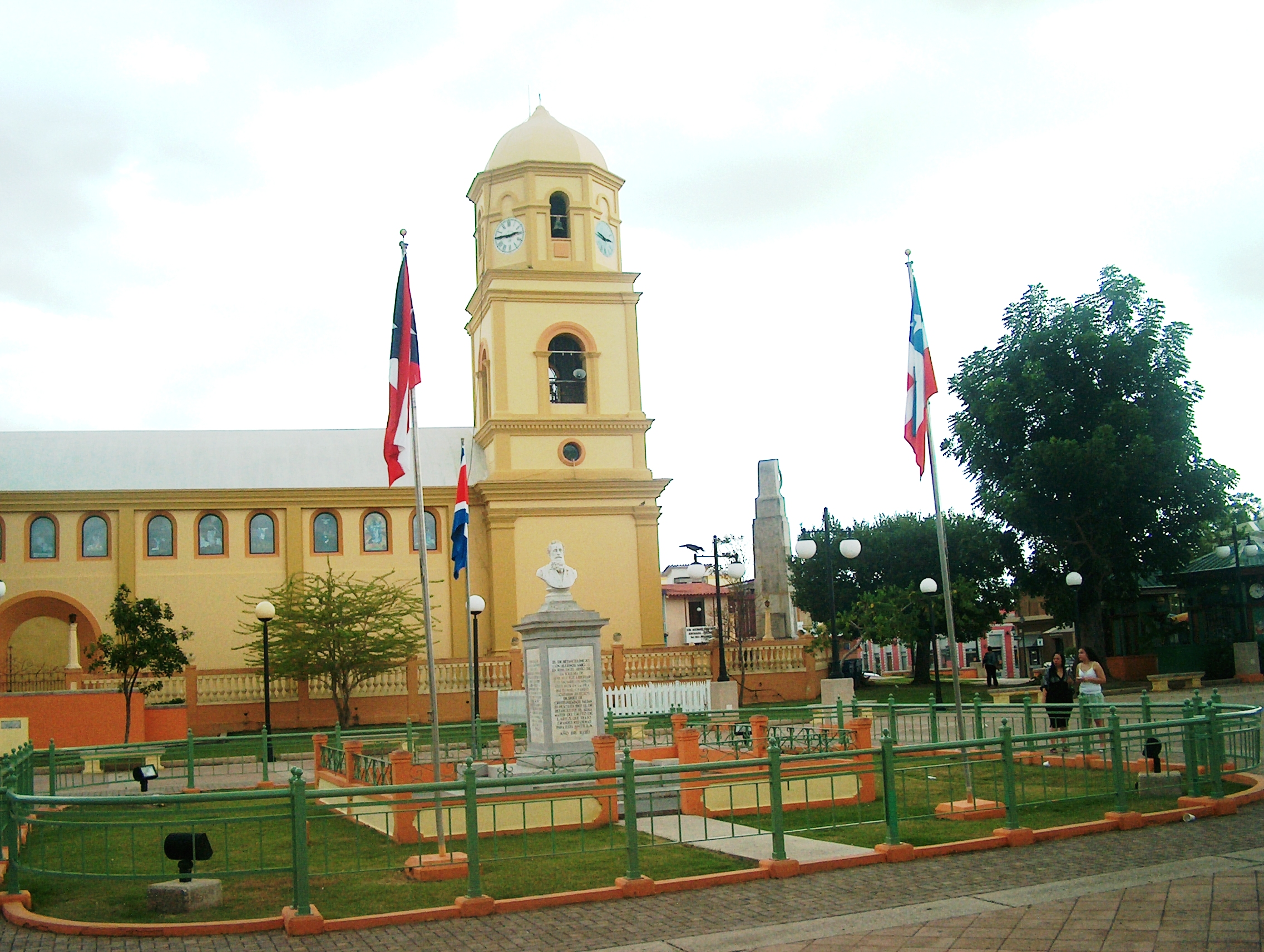
Tomba del Dr. Betances a prop de l'Església de San Miguel Arcángel, 2007

Betances va morir a les 10:00 a.m., hora local, a Neuilly-sur-Seine el divendres, 16 de setembre de 1898. Les seves restes van ser cremades poc després i soterrades en el cementiri de Père Lachaise de París, el dilluns 19 de setembre. Ell havia demanat que no es fes cap cerimònia formal per al seu funeral. La seva companya Simplicia li va sobreviure més de vint anys. Una mirada al seu testament implica que, a més d'una assegurança de vida i dues parcel·les de terra a la República Dominicana, Betances va morir gairebé en la pobresa.
Ja al febrer de 1913, el poeta i advocat Luis Llorens Torres havia demanat públicament que el desig de Betances que les seves cendres tornessin a Puerto Rico es complís. L'Associació Nacionalista (antecessora del Partit Nacionalista de Puerto Rico), sota la presidència de José Coll Cuchí, va ser capaç de convèncer a l'Assemblea Legislativa de Puerto Rico d'aprovar una llei que permetés el trasllat de les restes mortals del patriota porto-riqueny Ramón Emeterio Betances des de París, França, a Puerto Rico. Set anys després de l'aprovació de la llei, l'Assemblea Legislativa va encomanar a un dels seus delegats, Alfonso Lastra Charriez, servir com a emissari i portar les restes de Betances, de França.
Les restes de Betances van arribar a Sant Joan, Puerto Rico, el 5 d'agost de 1920, i van ser homenatjades a la seva arribada per una multitud estimada llavors en 20.000 persones. La gran multitud que s'havia reunit prop del port de Sant Joan tan aviat com les 04:00 (AST) al matí, va ser la més gran mai reunida per a un funeral a Puerto Rico des de la mort de Luis Muñoz Rivera tres anys abans. Reporters dels mitjans de l'època es van veure sorpresos per la grandària de la multitud, donat el fet que Betances no havia visitat Puerto Rico (almenys obertament) en els 31 anys anteriors a la seva mort, i havia mort més de 21 anys després.
Una caravana funeral organitzada pel Partit Nacionalista traslladà les restes de la capital a la ciutat de Cabo Rojo. La caravana va durar dos dies per fer la ruta de 120 milles (193 km). Un cop les restes de Betances arribaren a la ciutat de Mayagüez, 8.000 persones van presentar els seus respectes. Les restes de Betances van ser enterrades al cementiri municipal de Cabo Rojo. Unes dècades més tard les seves restes van ser traslladades a un monument destinat a honrar Betances a la plaça del poble. Hi ha un bust realitzat per l'escultor italià Diego Montano al costat de la bandera revolucionària del Grito de Lares i la bandera de Puerto Rico a la plaça, que també porta el nom de Betances.
Una placa de marbre que commemora a Betances es va presentar a la casa de París per una delegació d'historiadors de Puerto Rico, cubans i francesos al 100 aniversari de la seva mort, el 16 de setembre de 1998.

## Llegat
D'acord amb els historiadors porto-riquenys i els francesos en tres camps diferents (la medicina, la literatura i la política), Betances va deixar un llegat que s'ha subestimat considerablement, i només s'està avaluant adequadament en els últims temps.

### Obres completes
Els dos principals biògrafs de Betances, Paul Estrade i Félix Ojeda Reyes, han anunciat la publicació d'un recull de l'obra completa de Betances, que comprèn 14 volums. José Carvajal és l'editor de la col·lecció. Els dos primers volums van ser publicats formalment a Mayagüez el 8 abril 2008. El primer volum compta amb la majoria de les obres escrites per Betances sobre medicina;. El segon presenta cartes íntimes i extractes de documents que Betances va escriure a familiars i amics en un lapse de 39 anys. Un tercer volum, que recull algunes de les obres literàries de Betances, va ser publicat el 2009.
La Fundació Voz del Centro a Puerto Rico va emetre una sèrie de llibres orientats a la joventut anomenats "Voces de la Cultura - Edición Juvenil" aquest mateix any, el seu primer títol va ser "Doctor Ramon Emeterio Betances: Luchador por la libertad y los pobres" ("Doctor R. E. Betances, lluitador per la llibertat i els pobres ").

### Punts d'interès

#### En els Estats Units
Hi ha una escola primària a Hartford, Connecticut, anomenada en honor de Betances i la comunitat de porto-riquenys de Hartford.

#### A Puerto Rico
Com s'ha esmentat anteriorment, la principal via que travessa Mayagüez de nord a sud, du el nom de Betances. A Ponce hi ha una carretera que uneix el centre de Ponce i la carretera 14 de Puerto Rico, PR-14, que s'anomena "Avenida Betances".

### Política i sociologia

#### A Puerto Rico
Les conseqüències polítiques i sociològiques de les accions Betances són definitives i inequívoques. Va ser el primer líder polític obertament nacionalista a Puerto Rico, i un dels primers líders independentistes de la història de l'illa (entre els porto-riquenys, Antonio Valero de Bernabé i Andrés Vizcarrondo -els primers líders independentistes de les revolucions llatinoamericanes- no van poder aconseguir l'èxit que Betances va tenir anys després, a Puerto Rico). El Grito de Lares, utilitzant una frase molt citada que data de 1868, "va ser el naixement de la nacionalitat porto-riquenya, amb Betances com el seu obstetre". Les expressions nacionalistes a Puerto Rico -ja siguin afirmacions públiques, articles periodístics, poemes, discursos a la ciutat o simples crides a la revolta eren gairebé inexistents abans de l'elecció 1810 de Ramon Power i Giralt a les Corts espanyoles, la majoria d'ells van ser definits en el marc de la lleialtat a Espanya com una potència metropolitana (i per tant subordinada al govern espanyol sobre Puerto Rico), i molts d'ells van ser suprimits ràpidament pel govern espanyol, que temia una escalada de sentiments nacionalistes que, en altres països, va portar als moviments independentistes d'Amèrica Llatina.
Encara que les llavors de les dues repressions governamentals proactives contra el moviment independentista porto-riqueny s'havien plantat abans del Grito de Lares, i les seves conseqüències només garantien l'augment de l'autonomisme com una alternativa política a l'illa, el nivell de desenvolupament cultural i social de la consciència col·lectiva a Puerto Rico era gairebé una conseqüència directa de l'esdeveniment. En poques paraules, si hi ha algun sentiment nacionalista a Puerto Rico en el dia d'avui, gairebé tot es remunta a Betances i el seu treball polític.
Betances és considerat un pioner del liberalisme porto-riqueny. Les seves idees són el resultat de la seva exposició al republicanisme i l'activisme social a França en la part mitjana del segle xix. Aquestes idees, considerades subversives al severament restringit Puerto Rico de l'època, però, van tenir un impacte considerable en la història política i social de la nació de l'illa. Les seves idees sobre les relacions racials van tenir un gran impacte en l'economia i la composició social de l'illa.

#### A les Antilles Majors
·Els esdeveniments polítics a Puerto Rico i Cuba entre finals de la dècada de 1860 i 1898 van obligar a una liberalització de la política espanyola a ambdós territoris, i Betances va estar involucrat directament com a protagonista en ambdues circumstàncies. Com ferm creient en "antillanisme" (la millora comuna i la unitat dels països que formen les Antilles Majors) Betances va ser també un ferm defensor de la sobirania de la República Dominicana i Haití. Un historiador dominicà i dirigent polític, Manuel Rodríguez Objío, compara els treball revolucionaris de Betances amb la tasca realitzada per Tadeusz Kosciuszko de Polònia, Lituània i els Estats Units d'Amèrica. Paul Estrade, biògraf francès de Betances, el compara amb Simón Bolívar, Antonio José de Sucre, Bernardo O'Higgins i José de San Martín.
José Martí considerava a Betances un dels seus "mestres", o fonts d'inspiració política, i la seva tasca diplomàtica i d'intel·ligència a França en nom de la Junta Revolucionària Cubana va ajudar en gran manera la causa, abans que fos influenciat directament per la intervenció del general Valerià Weyler com a governador i comandant de les forces espanyoles a Cuba, i per l'incident del Maine posteriorment.
Paul Estrade, biògraf francès de Betances, avalua el seu llegat com un antillà d'aquesta manera: "Les Antilles han desenvolupat les idees polítiques, socials i científics que han canviat el món, i que Europa ha utilitzat. No tot té el seu inici (a Europa). Betances és la màxima expressió d'aquesta realitat".

### Medicina
Betances va escriure dos llibres i diversos tractats de medicina mentre vivia a França. La seva tesi doctoral, "Des Causes de l'avortement" (Les Causes de l'Avortament Involuntari) examina diverses possibles causes de la mort espontània d'un fetus i / o de la seva mare, més tard va ser utilitzat com a llibre de text sobre ginecologia en algunes universitats europees. D'acord amb almenys un metge que el va examinar el 1988, el seu intent d'explicar la teoria darrere de les contraccions espontànies que porten al part no eren molt diferents de les teories d'avui en dia sobre el tema.
Les experiències de Betances en el maneig de l'epidèmia de còlera de Mayagüez portaren a un altre llibre, "El Cólera: Historia, Medidas Profilàctica, Sintomas i Tratamiento" (Còlera: Història, Mesures Preventives, Símptomes i Tractament), que va escriure i va publicar a París el 1884 i que va ampliar l'any 1890. El llibre va ser utilitzat més tard com un llibre de text de salut pública per fer front a les epidèmies de còlera similars a Amèrica Llatina.
Betances també va escriure diversos articles mèdics, mentre estava a França. Un dels articles examina l'elefantiasi, un altre s'ocupa de la castració quirúrgica. Tots dos llibres també es van basar en l'experiència personal: hi ha proves sobre una cirurgia que va realitzar en Mayagüez en un funcionari del Govern espanyol amb una lesió d'elefantiasi de l'escrot de la mida d'una aranja per al qual es van pagar els costos per al govern local, un altre pacient va ser operat d'una lesió que pesava 26 lb/11,8 kg. També va escriure un article sobre obstruccions uretrals en homes (vegeu més amunt).

### Literatura
Betances va ser també un dels primers porto-riquenys " escriptors a l'exili". El 1851, un petit grup d'estudiants universitaris porto-riquenys a Europa va formar la "Sociedad Recolectora de Dcoumentos Históricos de la Isla de San Juan Bautista de Puerto Rico", una societat que va tractar d'investigar i catalogar els documents històrics sobre Puerto Rico de fonts governamentals de primera mà. Betances es va convertir en investigador de la Societat a França. El resultat de la investigació de la Societat va ser publicat en un llibre de 1854, a la qual cosa va contribuir Betances. Inspirat per Alejandro Tapia i Rivera, organitzador de la Societat, que havia escrit una novel·la inspirada en temes indígenes a Puerto Rico durant els seus estudis a Madrid, Betances escriu la seva novel·la: "Les Deux Indiens: Épisode de la conquête de Borinquen" (Els Dos Indis: un episodi de la conquesta de Borinquen), publicada a Tolosa el 1853, amb una segona edició publicada el 1857 sota el pseudònim de "Louis Raymond". Aquesta novel·la seria la primera de moltes obres literàries de Betances (la majoria de les quals van ser escrites en francès), i destaquen per la seva lloança indirecta de la nacionalitat porto-riquenya que, suggereix, que ja es va desenvolupar en el precolombí Puerto Rico. Aquest tipus de "literatura indigenista" es convertiria en un lloc comú a Amèrica Llatina en els darrers anys. També va escriure poesia en francès i en espanyol a les revistes literàries a París, principalment inspirat per Alphonse de Lamartine i Victor Hugo.

## Obres principals
- Toussaint Louverture, Les Deux Indiéns (1852)
- Un premio de Luis XIV (1853)
- Las cortesanas en París (1853)
- La Vierge de Borinquén (1859)
- La botijuela (Aulularia, traducció del llatí de l'obra de Plaute, 1863)
- El Partido Liberal, su progreso y porvenir (traducció de l'obra original en francés de Édouard René de Laboulaye, 1869)
- Washington Haitiano (assaig sobre Alexandre Pétion, 1871)
- Los viajes de Scaldado (1890)

Betances també va escriure un dels dos pròlegs del llibre "Les détracteurs de la race noire et de la République d'Haiti" (Els detractors de la raça negra i de la república d'Haití, 1882)